# 中国铁路25DT型客车

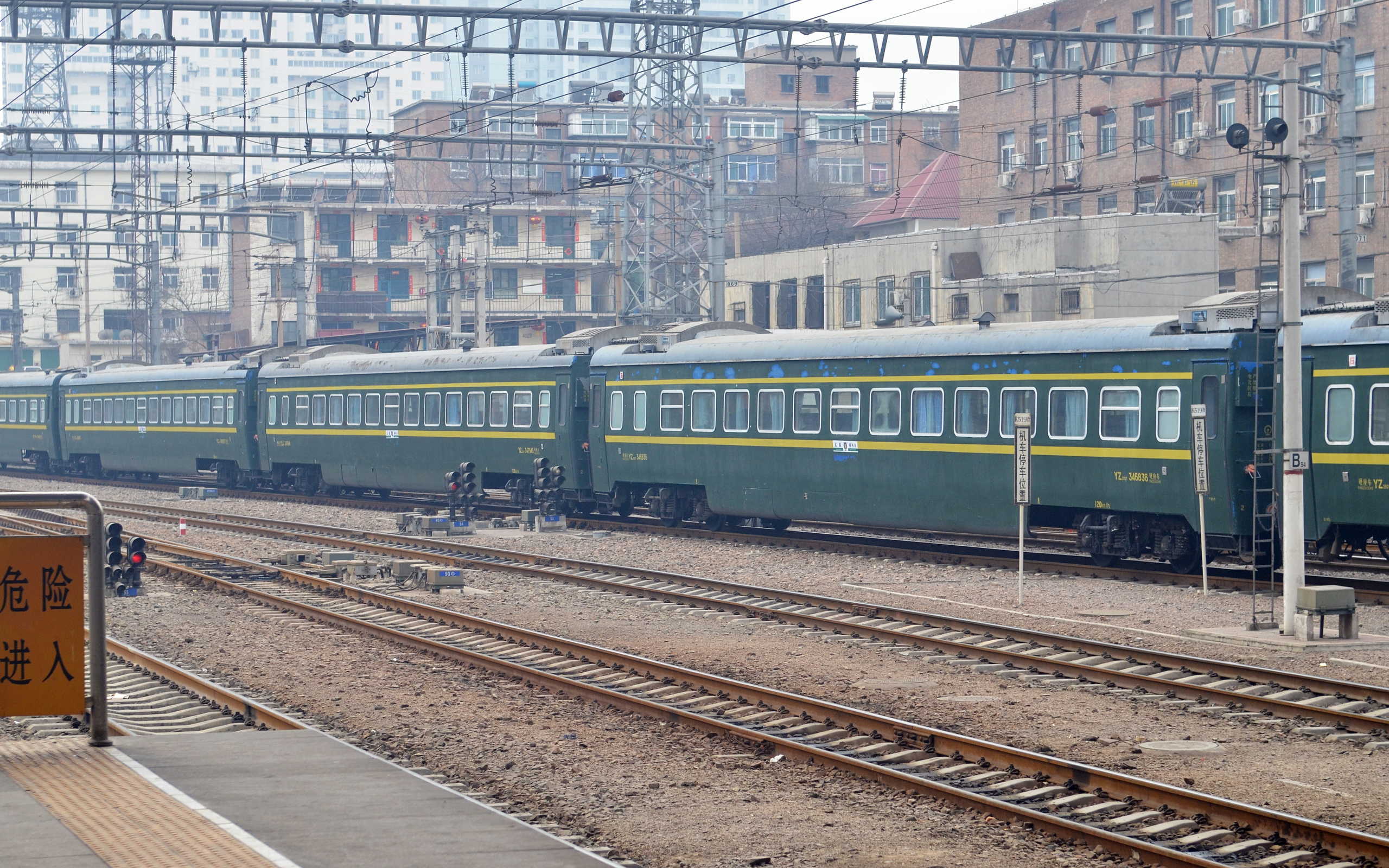
太原铁路局NYJ1型柴油动车组“晋龙号”停运后动力车报废，其25DT车厢改为普通客车车厢使用

中国铁路25DT型客车是中国铁路客车的一种型号，指中国铁路从之前使用的试验性动车组中的拖车改造而成的客车型号。

## 概要
25DT型客车是中国铁路在1990年代末至21世纪初制造的一些试验性动车组的客车型号。“DT”是“动车组拖车”的汉语拼音简称。因为25DT这一型号用于中国铁路各种样式的试验性动车组，所以25DT型客车不是一种标准车型，没有进行统型。长春客车厂、唐山机车车辆厂、南京浦镇车辆厂和青岛四方机车车辆厂均为各种实验型动车组制造过各种样式的命名为“25DT”的客车，外观各不相同，技术指标也各不相同。在中国铁路线上能看到各式各样的25DT型客车，“蓝箭”、“中华之星”、“中原之星”、“长白山号”、“先锋号”、“新曙光号”、“金轮号”、“北亚号”等等试验性动车组拖车车厢上都标记为“25DT”型。
- 拆解后的“九江号”车厢停靠在万年站
- “九江号”列车内饰
- 原金轮号动车组车厢在兰州站内
- 编入普通列车的“北亚号”动车组车厢于哈尔滨